# Astathes violaceipennis
Astathes violaceipennis är en skalbaggsart som först beskrevs av Thomson 1857.  Astathes violaceipennis ingår i släktet Astathes och familjen långhorningar.
Artens utbredningsområde är:
- Laos.
- Burma.
- Nepal.

Inga underarter finns listade.